# Conrad Wahn

Conrad Wahn

Conrad Wahn oder Konrad Wahn (* 12. Oktober 1851 in Niederaula; † 14. Dezember 1927 in Kornelimünster) war ein deutscher Architekt und kommunaler Baubeamter.
Conrad Wahn besuchte die höhere Gewerbeschule in Kassel und die Technische Hochschulen in Hannover sowie in München. Im Jahr 1871 wurde er im Atelier von Conrad Wilhelm Hase, einem der bedeutendsten Vertreter der Neugotik des 19. Jahrhunderts, eingestellt. Unter Hases Leitung beteiligte sich Conrad Wahn drei Jahre am Entwurf von Kirchen und Schulbauten. Der Metzer Dombaumeister und Bezirksbaumeister von Lothringen, Paul Tornow, stellte Wahn im Jahr 1875 zunächst als Assistenten für den Bezirkshochbau, ab 1876 bis 1887 als ersten Assistenten bei der Restaurierung des Metzer Domes ein. Im Jahre 1887 wurde Conrad Wahn als Nachfolger des verstorbenen Metzer Stadtbaumeisters Braunwald auf Empfehlung des Leiters der Dombauhütte, Louis Auguste Dujardin, berufen.
Während der deutschen Herrschaft im Reichsland Elsaß-Lothringen entwarf Wahn in dieser Funktion zahlreiche Profan- und Sakralbauten. Zu den Metzer Schulbauten gehören:
- Sandplatzschule im Jahr 1887 (heute Ecole de la Grève)
- Mädchenschule in der Ziegenstraße (Ecole Notre-Dame, Rue de la Chèvre) im Jahr 1902 (abgerissen 1973)
- Paixhans-Volksschule in den Jahren 1904 bis 1907 (heute École élémentaire Chanteclair-Debussy) in der Paixhans-Straße (heute Boulevard Paixhans)
- Höhere Mädchenschule im Jahr 1907, das heutige Lycée Georges-de-la-Tour
- Oberrealschule im Jahr 1911 (heute Lycée Georges de la Tour)
- Städtische Knabenschule im Stadtteil Saint-Eucaire in den Jahren 1890 bis 1891 (heute École élémentaire Saint-Eucaire)

Hinsichtlich der Metzer Sakralbauten befasste sich Wahn in den Jahren 1896 bis 1898 mit der Restaurierung der Kirche Ste-Ségolène, die tatsächlich einen annähernd vollständigen Neubau der Kirche bedeutete, einschließlich einer neogotischen Doppelturmfassade. In den Jahren 1901 bis 1904 führte Wahn unter starker Einflussnahme Kaiser Wilhelms II. die Evangelische Stadtkirche Metz aus, ein neoromanisches Gebäude in grauem Vogesensandstein auf der Île du Petit-Saulcy (Kleine Weideninsel) in der Mosel, das von stadtbildprägender Wirkung ist. Den Turm der Metzer Kirche St. Martin errichtet Wahn in den Jahren 1886 bis 1887.
In den Jahren 1902 bis 1903 entwarf Wahn in Zusammenarbeit mit dem Kölner Baurat Josef Stübben  auch die Pläne für das Neubauviertel zwischen der Metzer Altstadt und dem Bahnhof von Metz, das heute sogenannte Quartier Imperial (Kaiserviertel). Wahns künstlerische Handschrift findet sich in der Villa Wahn (Avenue Foch, damals "Kaiser-Wilhelm-Ring") wieder, wo er im Neorenaissance-Stil arbeitete.
Im neofrühgotischen Stil errichtete Wahn in den Jahren 1888 bis 1889 die protestantische Kirche in St. Avold, in den Jahren 1891 bis 1892 die evangelische Stadtkirche von Forbach, in den Jahren 1896 bis 1898 die protestantische Christuskirche von Saarburg an der oberen Saar, die Evangelische Kirche Saverne sowie die katholische Kirche Johannes der Täufer in Kerlingen. In Spittel führte Wahn in den Jahren 1882 bis 1886 eine neogotische Umgestaltung der St. Nikolauskirche durch. Ebenfalls in neogotischer Formensprache errichtete Wahn in den Jahren 1891 bis 1893 in Niederham die katholische Pfarrkirche St. Willibrord. In den Jahren 1904 bis 1907 errichtete Wahn in Algringen die neogotische Kirche St. Johannes der Täufer (Église Saint-Jean-Baptiste).
Im neoromanischen Stil errichtete Wahn die evangelische Kirche von Saargemünd, die ihre Vorbilder in neoromanischen Kirchen in Berlin hat und die Gestaltung der evangelischen Stadtkirche von Metz vorbereitet.
Wahns Plan für die Martinskirche in Saaralben, die sogenannte "Saar-Kathedrale" ("Cathédrale de la Sarre") im Jahr 1897 wurde abgelehnt. Die Kirche errichtete stattdessen in den Jahren 1904 bis 1907 Johann Adam Rüppel. Rüppel orientierte sich allerdings stark an Wahns neogotischer Doppelturmfassade der Metzer Segolena-Kirche.
Im Jahr 1905 wurde Conrad Wahn technischer Beigeordneter des Metzer Bürgermeisters. Nach der Angliederung der Stadt Metz an Frankreich nach dem Ersten Weltkrieg übersiedelte Conrad Wahn nach Deutschland.